# Rainer Behrends (Kunsthistoriker)
Rainer Behrends (* 1937 in Leipzig) ist ein deutscher Kunsthistoriker.

## Leben
Behrends studierte von 1958 bis 1961 Kunstgeschichte und klassische Archäologie, im Nebenfach Ur- und Frühgeschichte, an der Karl-Marx-Universität-Leipzig. Von 1960 bis 1966 arbeitete er erst als wissenschaftlicher Assistent, dann als stellvertretender Direktor am Angermuseum Erfurt. Von 1966 bis 1972 war Behrends am Kunsthistorischen Institut der Universität Leipzig tätig. Er war von 1971 bis 2002 Kustos und Leiter der universitären Kunstsammlungen, die ab 1977 als Kustodie/Kunstsammlung der Universität Leipzig bezeichnet wird. In dieser Eigenschaft setzte er sich für die Bewahrung der ausgelagerten Teile der Innenausstattung der 1968 gesprengten Universitätskirche St. Pauli ein. Er veröffentlichte zahlreiche Fachbeiträge und Katalogtexte und ist Mitglied des Beirates für Bildende Kunst des Freistaates Sachsen.

## Ehrungen
1985 Kunstpreis der Stadt Leipzig
Ehrenmitglied des Bund Bildender Künstler, BBK Leipzig e. V.